# Gonda György (színművész, 1902–1970)
Gonda György (Nagykároly, 1902. április 20. – Budapest, 1970. július 24.) magyar színész.

## Életpályája
Kenecsán Anna fiaként született, gyerekként Gonda János és felesége, Viparina Mária fogadta örökbe. A színészetet vidéki társulatoknál kezdte; 1918-ban Nyíregyházán és Kecskeméten, 1925-ben Kaposváron játszott. 1932–1939 között a Belvárosi Színház, a Magyar Színház és a Pesti Színház tagja volt. 1939–1940 között a Budapesti Operettszínház színésze volt. 1940–1949 között a Vígszínházban szerepelt. Ezután több fővárosi színházban dolgozott (Vidám Színpad, Művész Színház). 1949-től a Belvárosi Színházban lépett fel. 1951–1953 között az Ifjúsági Színház színművésze volt. 1955–1956 között az egri Gárdonyi Géza Színház alkalmazta. 1959–1962 között az Állami Déryné Színházban lépett fel. Végül a Madách Színházban játszott. 1962-ben nyugdíjba vonult.
Kitűnő epizódszereplő volt. Filmekben munkás- és parasztalakok ábrázolásában tűnt fel. Több mint 100 filmben szerepelt. Visszavonulása után is gyakran szerepelt a rádióban és a televízióban.

### Magánélete
1937. május 30-án Budapesten feleségül vette Radó Pirit (1907-?). Egy fiuk született: Gonda György (1942) színész.
Sírja a Farkasréti temetőben található.

## Színházi szerepei
- Shaw: Szent Johanna....Tiszttartó
- Tolsztoj – Piscator: Háború és béke....Rosztov gróf
- Williams: A vágy villamosa....Pénzbeszedő
- Miller: Az ügynök halála....Happy

## Filmjei
| - Én voltam (1936) - Pogányok (1936) - Segítség, örököltem! (1937) - A harapós férj (1937) - Te csak pipálj, Ladányi! (1938) - Megvédtem egy asszonyt (1938) - A piros bugyelláris (1938) - Uz Bence (1938) - Rozmaring (1938) - Szegény gazdagok (1938) - Tiszavirág (1938) - Gyimesi vadvirág (1938) - Bors István (1938-1939) - Szervusz, Péter! (1939) - Az utolsó Wereczkey (1939) - A miniszter barátja (1939) - Áll a bál (1939) - Hat hét boldogság (1939) - Gül Baba (1940) - Sarajevo (1940) - Erzsébet királyné (1940) - Pepita kabát (1940) - Vissza az úton (1940) - Cserebere (1940) - Tokaji aszú (1940) - Hétszilvafa (1940) - Szeressük egymást (1940) - Elkésett levél (1940) - Eladó birtok (1940) - Gyurkovics fiúk (1940-1941) - A kegyelmes úr rokona (1941) - Ma, tegnap, holnap (1941) - András (1941) - Leányvásár (1941) - A cigány (1941) - Szabotázs (1941) - Csákó és kalap (1941) - Az ördög nem alszik (1941) - Egy éjszaka Erdélyben (1941) - Intéző úr (1941) - Életre ítéltek! (1941) - Régi keringő (1941) - Gentryfészek (1941) - Kádár kontra Kerekes (1941) - Behajtani tilos! (1941-1942) - Szíriusz (1942) - Fráter Loránd (1942) - Estélyi ruha kötelező (1942) - Jelmezbál (1942) - Férfihűség (1942) - Keresztúton (1942) - Éjféli gyors (1942) - Álomkeringő (1942) | - Lejtőn (1943) - Magyar Kívánsághangverseny (1943) - Kerek Ferkó (1943) - Muki (1943) - Rákóczi nótája (1943) - Sári bíró (1943) - Boldog idők (1943) - Ördöglovas (1943) - A Benedek-ház (1943) - Nászinduló (1943) - Zörgetnek az ablakon (1943) - Egy gép nem tért vissza (1943-1944) - A két Bajthay (1944) - Makkhetes (1944) - Madách – Egy ember tragédiája (1944) - Ez történt Budapesten (1944) - Aranyóra (1945) - Hazugság nélkül (1945) - Díszmagyar (1949) - Ludas Matyi (1949) - Szabóné (1949) - Úri muri (1949) - Felszabadult föld (1950) - Civil a pályán (1951) - Különös házasság (1951) - Tűzkeresztség (1951) - Ütközet békében (1951) - Föltámadott a tenger (1953) - Ifjú szívvel (1953) - Rákóczi hadnagya (1953) - Hintónjáró szerelem (1954) - Gábor diák (1955) - Bakaruhában (1957) - Nehéz kesztyűk (1957) - A harangok Rómába mentek (1958) - Felfelé a lejtőn (1958) - Micsoda éjszaka (1958) - A megfelelő ember (1959) - Álmatlan évek (1959) - Tegnap (1959) - Vitézek és hősök (1959) - A Noszty fiú esete Tóth Marival (1960) - Kálvária (1960) - Felmegyek a miniszterhez (1961) - Megöltek egy leányt (1961) - Urak és emberek (1961) - Asszony a telepen (1962) - Az aranyember (1962) - Hogy állunk fiatalember? (1963) - Bálvány (1963) - Germinal (1963) - A Tenkes kapitánya (1964) - Vízivárosi nyár (1964) |